# Locomotiva FS 499
Le locomotive gruppo 499 sono state un gruppo di macchine a vapore, con rodiggio 2-2-0, che le Ferrovie dello Stato acquisirono, dopo il 1905, in seguito al riscatto della Rete Mediterranea.

## Storia
Le 12 locomotive del gruppo erano pervenute alla Rete Mediterranea dalla SFAI nel 1885 in seguito alla ripartizione delle ferrovie precedenti tra le tre grandi reti. Si trattava di locomotive per treni viaggiatori ma di tipo già obsoleto. Vennero acquisite dalle Ferrovie dello Stato nel 1905 ma rimasero poco tempo in funzione usate perlopiù in servizio di manovra; non si ritrovano più immatricolate nell'album delle locomotive FS del 1915.

## Caratteristiche tecniche
La locomotiva fu costruita con il rodiggio 2-2-0 tipico delle locomotive da treno viaggiatori; era una macchina a vapore saturo con caldaia tarata a 7 bar, a 2 cilindri esterni, a semplice espansione con distribuzione Stephenson.
La locomotiva era costituita da un carro su cui erano disposte le due grandi ruote motrici accoppiate del diametro di 1.265 mm. La sua massa era di 27,3 tonnellate. Alla locomotiva era accoppiato un tender che trasportava 6.000 l di acqua e 2,5 t di carbone. Raggiungevano i 65 km/h.

## Nomi assegnati alle locomotive
- RM 2010, Marc'Aurelio
- SFAI 393, Chiabrera